# 大航海時代外伝
『大航海時代外伝』（だいこうかいじだいがいでん）は、1997年に光栄（現コーエー）から発売されたシミュレーションゲーム。
ゲームシステムは『大航海時代II』がベースになっている。選択できる主人公は2人で『II』より減少したが、その分シナリオはより充実したものとなっている。BGMはほとんどが『II』の曲のアレンジだが、造船所のBGMなどの新曲も追加されている。
対応機種はセガサターン、PlayStation、Windows。「コーエー定番シリーズ」などの廉価版も発売された。2005年9月29日には、『太閤立志伝III』とのツインキャンペーン版も発売された。なお、Windows版の定番シリーズ版はWindows XPをはじめ対応OSが増えている。

## ゲームシステム
ここでは『大航海時代II』からの変更点のみを挙げる。
- 経度・緯度の測量アイテムが六分儀に統一された。また、主人公か副長が「測量」の技能をもっていれば六分儀をもっているだけで位置が分かる。
- ロッコの苗字が、この作品でのみアルムケルに変更されている。
- 最初の爵位である士爵になるために必要な名声が多くなった。また、海賊特有の階級が追加され、こちらは上納金の額によって上昇する。
- 主人公のみ入手できるアイテムが増えた。
- 技能のうち、「会計」「交渉」も習得できるようになった。
- レベルアップ時のパラメータの伸びが変更され、全体的に航海系は遅く戦闘系は早くなった。
- コレクターの一部が変更された（執事マルコ→レオン・フェレロなど）。また、発見物の一部が変更された。
- イタリアの国力が強化されている。『II』では歴史通り当初のイタリア同盟港がすぐに他国の同盟港になってしまうが、本作ではそれがなくなった。（主人公ミランダがイタリア国籍のため）
- 航海士候補が追加された。また、一部の航海士の所属が異なる。航海士の性格パターンも増えた。
- 明が鎖国しているため、中国の港（マカオ・ザイトン・長安）は昼間は入港しても補給以外の行動ができない。夜間なら入ることができる。また、中国の港とアルジェには投資ができない。
- 鉄甲船とラ・レアルの耐波性が無くなった。
- 妖刀村正が銘刀正宗に変更された。
- 海上のトラブルのうち怪物との遭遇が削除された。また、壊血病発生時の水夫のコンディションの減少度が大幅に上がったが、発生直後から水夫が死亡することはなくなった。ただし放置するとコンディションが0になり、どんどん水夫が減っていくのは変わらない。
- 大砲に重カノン砲が追加された。これと最強の大砲であるキャロネード砲はイベントでのみ装備できる。なお、どちらも海賊のサルヴァドル編のみ入手できる。
- 一騎討ちのときのカードに「必殺（攻撃）」と「完全（防御）」が追加された。

また、以下は意図的な変更点かバグかは不明であるが、紹介する。
- 壊血病が航海日数60日未満でも発生する。『II』では航海日数60日を過ぎないと壊血病は発生せず、『ハイパーガイドブック』にも「航海が60日を越えると発生」とあるため、意図的な変更なのかバグなのか不明となっている。
- 一騎討ちの際のカードの相性が異なる。例えば、『II』では攻撃「突く」に対して防御「受ける」だと防御側は大ダメージを負ったが、本作では「よける」を選ぶと大ダメージを受ける。

## 登場人物
以下の2人の主人公が選択できる。ミランダを選択してもサルヴァドルが登場するし、その逆にサルヴァドルを選択してもミランダが登場する。しかしお互いにストーリー上で登場するだけで、仲間になるわけではない。それ以外にレオン・フェレロや『II』の主人公たちもストーリー上で登場してくることがある。

### 主人公
ミランダ・ヴェルテ（初心者向け：イタリア）
イタリア（ジェノヴァ）の商人の娘。金髪と翠の瞳、赤い服がトレードマーク。ピエトロ・コンティーにプロポーズされたと勘違いし、その後ピエトロを探して旅に出る。意地っ張りで思い込みが激しく、後先考えずに突っ走るきらいがあるが、困っている者には分け隔てなく手を差し伸べる親切な面もある。
サルヴァドル・レイス（中～上級者向け：無国籍）
海賊王として登場するハイレディン・レイスの息子。流れるような黒髪と女と見紛うほどの美貌が特徴の少年海賊。見た目によらず血の気が多く、同僚のジョカに差をつけられて手柄を焦っている。初心で女性と話す事が苦手。

### 副官・固定キャラクター
トニオ・ロッシ
ミランダの幼なじみで、ミランダの副官として活躍する。ジェノヴァの酒場娘マチルダの弟。弱気で経験が浅いが有能な航海士。苦労人で、一人だけ運の下がる専用イベントがある。
ホーレス・デスタルデ
サルヴァドルの副官として活躍するアルジェ海賊の古参者。シリーズでは珍しいアフリカ系のメインキャラ。航海士としても戦闘要員としても非常に有能。
リオーノ・アバンチュラ
ハイレディンの命により、サルヴァドルの補佐役として仲間となる橙色の髪の陽気な青年。

### その他キャラクター
ピエトロ・コンティー
『II』の主人公の一人。ジェノヴァでは名の知れた冒険家。数年前に借金取りに追われていたところをミランダの家に迷い込み、プロポーズともとれることを言った。それをミランダはプロポーズと勘違いした。
マチルダ・ロッシ
ジェノヴァの酒場女。『II』にも登場するが、本作でトニオ・ロッシの姉という設定が追加され、ストーリーに関わるようになった。
ジュリアーノ教授
『II』では測量の技能を教えてくれる人物だったが、外伝ではナポリに住むコレクターとなっている。『II』では普通だったが、外伝では「変人」として名高い。
ミランダのスポンサー（強制かつ固定。ミランダは他のスポンサーの元に行っても契約を結ぶことができない）となり、何度もミランダに探索を依頼してくる。
『II』にも登場したボルドーのモルデス教授は友人であり、発見物に対する報酬も彼同様良い。
カチュアパ
新大陸先住民族の娘。ミランダと一緒に旅に出るが船を扱うことは出来ない。
ティノカトル
カチュアパの兄。単身コンキスタドールに抵抗している。
ジル・デ・ロルカ
イスパニアのコンキスタドールでエルナン・コルテスの部下。ミランダ編の敵。
ヤコブ・ワルウェイク
『II』では仲間にできる航海士だったが、外伝では弱小海賊に転職している。
「地中海最弱の海賊」と名を知られており、部下もカモそうなミランダたち相手に初白星を挙げようと進言するあたり、自他ともに認める弱さ。彼の装備している武器や防具は能力の割りに高く売れる。
レベッカ・ガートランド
女の賞金稼ぎ。サルヴァドルの行く先々に現れる。勝気で強気。
ハイレディン・レイス
サルヴァドルの父。通称「赤髭」。アルジェ海賊を率いる海賊王。海賊としてしか生きることができない者、国家にとらわれない自由な生き方を望む者たちのため海に居場所を作ろうと模索していた。
アイデイン・レイス
ハイレディンの弟でサルヴァドルの叔父。通称「黒髭」。アルジェ海賊のNo.2。サルヴァドルに厳しくあたる。
ジョカ・ダ・シルバ
ハイレディンの配下の海賊。若いが既に頭角を現している。サルヴァドルを事あるごとに子供扱いする。サルヴァドルのライバル的存在。後にハイレディンを不意打ちで斃しサルヴァドルに罪を被せ逃亡、新大陸でサルヴァドルと最終決戦を行うも敗死した。
マホメッド・シャルーク
ハイレディンと対立するニコシア海賊の長。若い頃はハイレディンと行動を共にしていたが、部下に対し厳格に接しすぎるハイレディンを袂を分かつ。
ガスパル・ピレリー
ポルトガル東方艦隊中尉。台風で艦隊が全滅し、一人だけ日本に漂着した。本国への帰還を目指している。やたらと長話をする癖がある。開発当初は主人公の候補だったが、企画段階で没となり、ミランダとサルヴァドルのシナリオに登場するだけになっている。
潮見風吉
ガスパルの一の子分。日本人の少年。
劉魁星
ガスパルの仲間で、自称「大明国一の大海賊」。王秀仁に捕らわれている。
王秀仁
明の役人。珍しい武具やその元となる物に目がない。サルヴァドル編では彼と海戦になることもあるが、一騎討ちに応じないという特性を持つ。
セバスチャン・テイラー
サルヴァドルが初めて独断で船を動かした時、戦う事になる相手。
トーゴ・グリマーニ
アルジェ四人衆のリーダー。冷静沈着だが、旅立つサルヴァドルに餞別を渡したりと面倒見の良い一面も。サルヴァドル・ジョカと並び「バリエンテ」の称号を持つ。
ゴズ・ダッカート
アルジェ四人衆の一員。黒髪、顎鬚の寡黙な男。
トレボール・エスティブラ
アルジェ四人衆の一員。
オズワルド・レミントン
アルジェ四人衆の一員。元英国海軍所属。
ビゴール兄弟
アルジェ海賊の一員。ゴンザレス・ロドリゲスの2人で、その月に海賊行為をしたのならば上納金として所持金の半分をせしめに来る。なお、最後の戦いの時に逃げるかターンオーバーになると彼らが刺客として登場し、トドメをさされてゲームオーバーになる。